# Омар Пінзон
Омар Пінзон (ісп. Omar Pinzón, 17 червня 1989) — колумбійський плавець.
Учасник Олімпійських Ігор 2004, 2008, 2012, 2016 років.
Призер Панамериканських ігор 2011 року.
Переможець Ігор Центральної Америки і Карибського басейну 2010, 2014 років, призер 2006 року.